# 堀政夫
堀 政夫（ほり まさお、1925年1月15日 - 1990年10月25日）は、日本のヤクザ。指定暴力団・住吉会五代目総裁、住吉一家五代目総長、中里一家四代目総長。お役者政の異名を持つ。

## 来歴
大正14年（1925年）、長崎県佐世保市で生まれた。
二代目住吉一家高輪・伊皿子貸元、井出六蔵親分との縁で渡世入り、その命で兄弟分の後藤基治は千葉県柏市に行き馬橋一家を襲名し、堀政夫は千葉県野田市に行き中里一家の跡目を継いだと言われている。
昭和25年（1950年）の戦後、芝居一座などの興行主として東北一円を巡業した。
昭和42年（1967年）、住吉一家4代目磧上義光から5代目襲名の指名を受け、解散した住吉会を引寄せ「住吉連合」を結成し代表に就任した。
昭和47年（1972年）、稲川会（前身は錦政会）、國粹会（前身は日本国粋会）、東亜会（前身は東声会）、交和会（前身は北星会）、義人党、住吉会、松葉会、二率会、双愛会が参加して、博徒系暴力団の親睦団体・関東二十日会が結成された。
昭和57年（1982年）、組織の刷新を断行し組織名を「住吉連合会」に改め会長に就任した。
昭和58年（1983年）、東京都池袋で、住吉連合会11代目幸平一家池田会と的屋系暴力団・極東関口（総帥は松山眞一。本名は曹圭化）三浦連合会（後の極東会真誠会）とが抗争事件を起こした。堀政夫と松山眞一とが会談し、和解が成立した。これを機に、博徒系暴力団と的屋系暴力団との親睦を図っていく機運が生まれた。
昭和63年（1988年）、組織改革により住吉連合会総裁に就任。武力では無く人間性で組織を築いた。
平成2年（1990年）10月、肝硬変で死去。享年65。

## 人物
- 戦後、芝居一座などの興行主として東北一円を巡業していたことから「お役者政」の異名が付いた。気性の激しい武闘派であったため東北一円から北海道までの各当代が競って舎弟になる。しかし、人物による魅力で傘下団体に加入の話があっても、先人の築いた組織を守らそうと親戚とし後見役になる。「ヤクザはお天道様に背を向け日陰を歩くもの」として他団体と内政不干渉を掲げ共存繁栄を貫く姿勢であった。